# Daniel Žulčák
Daniel Žulčák (* 31. července 1988 Hudcovce) je slovenský herec.
Vystudoval herectví na Konzervatoři v Košicích a VŠMU v Bratislavě. Od roku 2013 je členem uměleckého souboru Slovenského komorného divadla v Martine. Účinkuje i v SND, DPOH a v divadle Aréna v Bratislavě. Hrál v několika slovenských filmech a televizních seriálech.

## Filmografie

### Filmy
- 2011: Jantárová cesta (krátkometrážní studentský film)
- 2012: Denis (krátkometrážní studentský film)
- 2012: DonT Stop
- 2013: Ráno (krátkometrážní studentský film)
- 2014: Dvere (krátkometrážní studentský film)
- 2019: Šťastný nový rok
- 2019: Cesta do nemožna
- 2019: Čarovný kamínek
- 2020: Pre čisté svedomie (krátkometrážní studentský film)

### TV seriály
- 2010: Kriminálka Staré Mesto
- 2012: Mesto tieňov
- 2012: Horúca krv
- 2013: Pravdivé príbehy s Katkou Brychtovou
- 2015: Kukučka
- 2015: Divoké kone
- 2018: Vlci
- 2022: Oteckovia (Dávid Veselý)

### Dokumenty
- 2019: Zrod divadla: 1984

### Divadelní záznamy
- 2016: Výkriky bez ozveny
- 2017: Mechúrik-Koščúrik
- 2018: Hráči
- 2019: Inak sa mám fajn

### Host v TV pořadech
- 2013: Milujem Slovensko
- 2014: Neskoro večer